# Micragrotis similis
Micragrotis similis är en fjärilsart som beskrevs av Emilio Berio 1962. Micragrotis similis ingår i släktet Micragrotis och familjen nattflyn. Inga underarter finns listade i Catalogue of Life.